# Tanytarsus yunosecundus
Tanytarsus yunosecundus är en tvåvingeart som beskrevs av Sasa 1984. Tanytarsus yunosecundus ingår i släktet Tanytarsus och familjen fjädermyggor. Inga underarter finns listade i Catalogue of Life.